# Михайло Грушевський (монета 1996)
«Миха́йло Груше́вський» — ювілейна монета номіналом дві гривні, випущена Національним банком України. Присвячена 130-річчю від дня народження видатного українського вченого-історика, академіка, громадського і політичного діяча, першого Президента Української Народної Республіки у 1917–1918 роках. Михайла Сергійовича Грушевського (1866–1934).
Монету було введено в обіг 9 серпня 1996 року. Вона належить до серії «Видатні особистості України».

## Опис монети та характеристики
| Номінал карб. | Метал                 | Маса, грам | Діаметр, мм. | Якість виготовлення | Гурт     | Тираж, штук |
| ------------- | --------------------- | ---------- | ------------ | ------------------- | -------- | ----------- |
| 200 000       | мідно-нікелевий сплав | 14,35      | 33,0         | пруф-лайк           | рифлений | 75 000      |

### Аверс

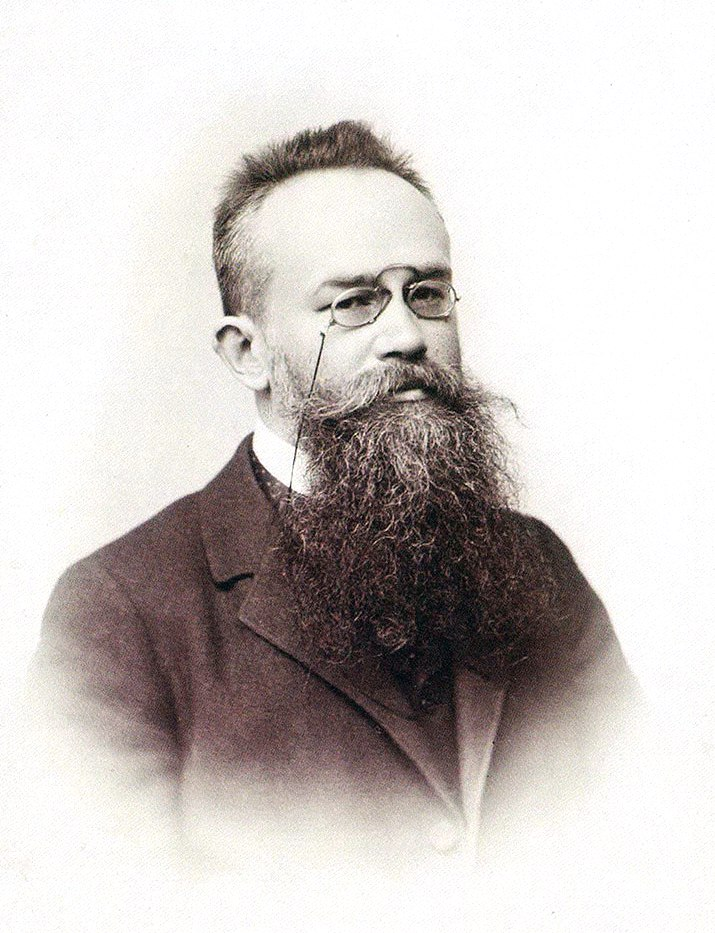
Фотопортрет Михайла Грушевського на початку 20 ст.

На аверсі монети в центрі кола, утвореного намистовим узором, розміщено зображення малого Державного Герба України в обрамленні з двох боків гілок калини. Над гербом розміщена дата «1996» — рік карбування монети. По колу монет написи: вгорі «УКРАЇНА», внизу у два рядки «200000 КАРБОВАНЦІВ», які позначають номінальну вартість монети.

### Реверс
На реверсі монети в центрі зображено портрет М. С. Грушевського, ліворуч на другому плані — будинок Центральної Ради (тепер Будинок вчителя), де у 1917–1918 роках працював перший Президент Української Народної Республіки. По колу монет написи: ліворуч «МИХАЙЛО», праворуч «ГРУШЕВСЬКИЙ», внизу «1866-1934» — роки народження і смерті М. С. Грушевського.

## Автори
- Художник — Олександр Івахненко.
- Скульптор — Штефан Новотни.

## Вартість монети
Під час введення монети в обіг 1996 року, Національний банк України розповсюджував монету за її номінальною вартістю — 200000 карбованців.
Фактична приблизна вартість монети, з роками змінювалася так:
| Рік        | 2005 | 2006 | 2007 | 2008 | 2009 | 2010 | 2011 | 2012 | 2013 | 2014 | 2015 | 2016 | 2017 | 2018 | 2019 | 2020 | 2021 | 2022 | 2023 | 2024 | 2025 |
| ---------- | ---- | ---- | ---- | ---- | ---- | ---- | ---- | ---- | ---- | ---- | ---- | ---- | ---- | ---- | ---- | ---- | ---- | ---- | ---- | ---- | ---- |
| Ціна, грн. | 10   | 10   | 17   | 20   | 25   | 25   | 30   | 35   | 35   | 40   | 65   | 100  | 110  | 135  | 150  | 170  | 210  | 240  | 480  | 430  | 490  |